# Adams (Nebraska)
Adams is een plaats (village) in de Amerikaanse staat Nebraska, en valt bestuurlijk gezien onder Gage County.

## Demografie
Bij de volkstelling in 2000 werd het aantal inwoners vastgesteld op 489.
In 2006 is het aantal inwoners door het United States Census Bureau geschat op 491, een stijging van 2 (0,4%).

## Geografie
Volgens het United States Census Bureau beslaat de plaats een oppervlakte van
1,5 km², geheel bestaande uit land. Adams ligt op ongeveer 382 m boven zeeniveau.

## Plaatsen in de nabije omgeving
De onderstaande figuur toont nabijgelegen plaatsen in een straal van 20 km rond Adams.